# 이상화 고택
이상화 고택은 대구광역시 중구 계산동에 있는 독립운동가 이상화의 주택이다. 이상화 고택은 항일 민족시인이자 독립운동가 이상화[1901~1943]가 1939년부터 1943년까지 거주하였던 집이며 1910년대에 건립된 것으로 추청된다. 이상화는 4형제 중 차남으로 역사에 큰 발자취를 남겼다.

## 역사
이상화 고택은 대구도심개발사업으로 이상화 고택이 헐리게 되자 1999년부터 고택을 보존하자는 시민운동을 시작으로 건물이 보존되기 시작했다. 2002년 2월 경북대학교 교수 이상규를 중심으로 '민족시인 상화 고택 보존위원회'를 구성하여 100만인 서명운동을 전개하였다. 군인 공제회에서 인근 주상복합아파트를 건립 하면서 고택을 매입하여 지난 2005년 10월 27일 대구시에 기부 하였으며, 대구광역시는 그동안 고택을 보수하고 고택보존시민운동본부에서 모금한 재원으로 고택 내 전시물을 설치했다.

## 형태
이상화 고택은 단층 목조주택 2동이다. 고택은 안채와 사랑채, 마당과 장독대로 이루어진 목조주택으로 구성되어 있고, 시인이 울적할 때마다 마음을 달래던 감나무 마당이 그대로 남아있다. 안채는 정면 4칸, 측면 1칸이며 팔작 지붕이다. 안채는 주로 이상화 시인의 유물을 전시하는 공간으로 활용되고 있다. 고택의 마당에는 세 개의 하얀 비석이 나란히 서 있는데, 비석에는 시인의 약력과 '빼앗긴 들에도 봄은 오는가', 이상화 시인의 후기 작품을 대표하는 '역천'이 새겨져 있다.